# جماعت علی شاه
پیر سید جماعت علی شاه (۱۸۳۴ – ۱۹۵۱) نویسنده پاکستانی، محقق اسلامی و قدیس صوفی فرقه نقشبندی بود. او ریاست کنفرانس سنی سراسر هند و رهبری جنبش مسجد شهید گنج را بر عهده داشت. او در رقابت با احمدرضا خان بریلوی ، بنیانگذار جنبش بریلوی، بود.
او از جمله علمایی بود که جنبش ضد احمدیه را رهبری می‌کرد و رهبر جنبش پاکستان بود.    او واقف انجمن حزب احناف بود، مدرسه ای که توسط سید دیدر علی شاه الواری برای تبلیغ اسلام واقعی تأسیس شد. 